# Авер'янов Петро Іванович
Авер'янов Петро Іванович (рос. Аверьянов Пётр Иванович; 1867–1937) — російський військовий діяч і військовий сходознавець, генерал.
Протягом 15 років був провідним фахівцем Генерального Штабу з турецького питання й знавцем азійської Туреччини та турецької армії. Склав військово-географічний огляд кавказько-турецького театру військових дій. У 1899 році здійснив поїздку на Північний Азербайджан, в 1900 р. опублікував дослідження з курдського питання. За чотири роки, проведені в м. Ерзурумі в якості військового аташе, добре вивчив турецькі збройні сили. У 1908 р. здійснив поїздку в м. Стамбул, зібрав цінні відомості про стан турецької армії, про настрої в офіцерському середовищі, політиці турецького уряду щодо християнського населення Малої Азії.

## Життєпис
Син титулярного радника Івана Авер'янова. Народився 5 жовтня 1867 року. Православний.
Освіту здобув у Тіфліському кадетському корпусі.
- На службу в Російську імператорську армію вступив 01.10.1885.
- 13.10.1885 поступив на навчання і завершив навчання у Миколаївському інженерному училищі (1888). Випущений підпоручиком (09.08.1888) в 1-й Кавказький саперний батальйон.
- Поручик (11.08.1890). Закінчив Миколаївську академію Генерального Штабу (1894 р.; по 1-му розряду).
- Штабс-капітан (18.05.1894). Був на службі при Петербурзькому військовому окрузі.
- Обер-офіцер для доручень при штабі Кавказького військового округу (26.11.1894-31.03.1898).
- Капітан Генерального Штабу (24.03.1896).
- У 1897 був відряджений за кордон Російської імперії (здебільшого перебував на службі при російському посольстві в Туреччині).
- Обер-офіцер для особливих доручень при командуючому військами Кавказького військового округу (31.03.1898-22.04.1900).
- Цензове командування ротою відбував у 4-му Кавказькому стройовому батальйоні (15.12.1898-15.12.1899).
- Штаб-офіцер для особливих доручень при командуючому військами Кавказького військового округу (22.04.1900-10.07.1901).
- Підполковник (06.12.1900).
- Секретар російського Генерального консульства в м. Ерзурумі (10.07.1901-31.05.1905).
- Полковник (06.12.1904).
- Начальник штабу Лібавської фортеці[ru] (31.05.1905-28.06.1906).
- Цензове командування батальйоном відбував у 178-му піхотному венденському полку[ru] (01.05.-01.09.1906).
- Діловод Головного Управління Генерального Штабу — ГУ ГШ (28.06.1906-17.04.1908; в розвідувальному відділенні).
- Командир 16-го гренадерського Мінгрельського полку[ru] (17.04.1908-12.06.1910).
- Обер-квартирмейстер ГУ ГШ (12.06.1910-27.03.1914).
- Генерал-майор (1910; 06.12.1910; за відмінність).
- Начальник штабу Іркутського військового округу[ru] (від 27.03.1914).
- Від 20.11.1914 — начальник мобілізаційного відділу ГУ ГШ.
- Генерал-лейтенант (22.03.1915; 06.12.1916).
- Від 10.08.1916 на час війни — начальник Генерального Штабу.
- 02.04.1917 під час чистки апарату Військового міністерства був затверджений на посаді, але вже 15.05.1917 переведений у розпорядження військового міністра.
- Від 15.05.1917 — головний начальник постачань Кавказького фронту.
- У 1917 р. — генеральний комісар і головний управитель турецькими областями, зайнятими російськими військами по праву війни[ru].
- 14.05.1918 призначений головним начальником постачань Кавказького фронту й помічником головного начальника Кавказького військового округу.
- У 1918—1920 рр. — у розпорядженні Головнокомандувача Добровольчої армії, потім ЗСПР. Деякий час заміщав помічника начальника Військового управління ЗСПР — генерала В. Ю. Вязьмітінова.

Після евакуації в 1920 р. російської армії з Криму — поїхав до Туреччини, а звідти — до Югославії (Королівства СХС), служив у гарнізоні сербської армії в Велика Градішта.
Помер у м. Белграді 13 жовтня 1937 р.. Похований на Новому кладовищі. Був одружений, мав двох дочок.

## Праці
- (рос.) «Краткий военный обзор Кавказско-турецкого театра военных действий». Тифлис, 1896;
- (рос.) «Курды в войнах России с Персией и Турцией. Современное политическое положение турецких, персидских и русских курдов». Исторический очерк. Тифлис, 1900;
- (рос.) «Отчет о поездке по Северному Азербайджану» в конце 1899 г. Тифлис, 1900 (в соавторстве с Я. Ф. Шкинским);
- (рос.) «Краткий военный обзор Азиатской Турции». Курс старшего класса Николаевской академии Генерального штаба, прочитанный 1907–08 гг. Лекции ГШ полковника Аверьянова. СПб., 1908;
- (рос.) «Этнографический и военно-политический обзор азиатских владений Оттоманской империи». СПб., 1912.

## Нагороди
1. Орден св. Станіслава 3-го ст. (01.01.1897),
2. орден св. Ганни 3-го ст. (01.01.1901),
3. орден св. Станіслава 2-го ст. (06.12.1903),
4. турецький орден Меджида 3-го ст. (07.10.1904),
5. орден св. Ганни 2-го ст. (10.02.1906),
6. бухарський орден Золотої Зірки 2-го ст. (28.01.1907),
7. перський орден Лева і Сонця 2-го ст. (04.01.1908),
8. орден св. Володимира 4-го ст. (07.03.1910, зі старшинством з 06.12.1909),
9. болгарський орден «За військові заслуги» (08.09.1910),
10. турецький орден «Османіє» 2-го ст. (08.05.1911),
11. орден св. Володимира 3-го ст. (06.12.1912),
12. орден св. Станіслава 1-го ст. (06.12.1914),
13. орден св. Ганни 1-го ст. (13.06.1915),
14. орден св. Володимира 2-го ст. (30.11.1915).